# 1874 en Italie
Chronologie de l'Italie
- 1870
- 1871
- 1872
- 1873
- 1874
- 1875
- 1876
- 1877
- 1878

Chronologie de l'Europe

## Événements
- 12-16 juin : lors d'un congrès réunit à Venise à l'initiative de Giovanni Battista Paganuzzi (it), plusieurs organisations catholiques constituent l’Opera dei Congressi qui conteste la légitimité de l’État italien et prône le rétablissement du pouvoir temporel de la papauté[1].
- 8 août : échec d'une tentative d'insurrection à Bologne. A la veille des législatives en Italie, le gouvernement conservateur Marco Minghetti fait arrêter les dirigeants de l’Alliance socialiste et les partisans de l’Internationale qui préparaient un complot[2].
- 10 septembre : le pape Pie IX renouvelle son interdiction aux fidèles de participer aux élections et comme électeurs et comme candidats (document non expedit)[3].
- 8 et 15 novembre : élections législatives[4].

- 23 novembre : ouverture de la XIIe législature du royaume d'Italie[4]. Les résultats des élections législatives marquent un certain tournant à gauche provoqué par la politique financière du gouvernement.

## Culture

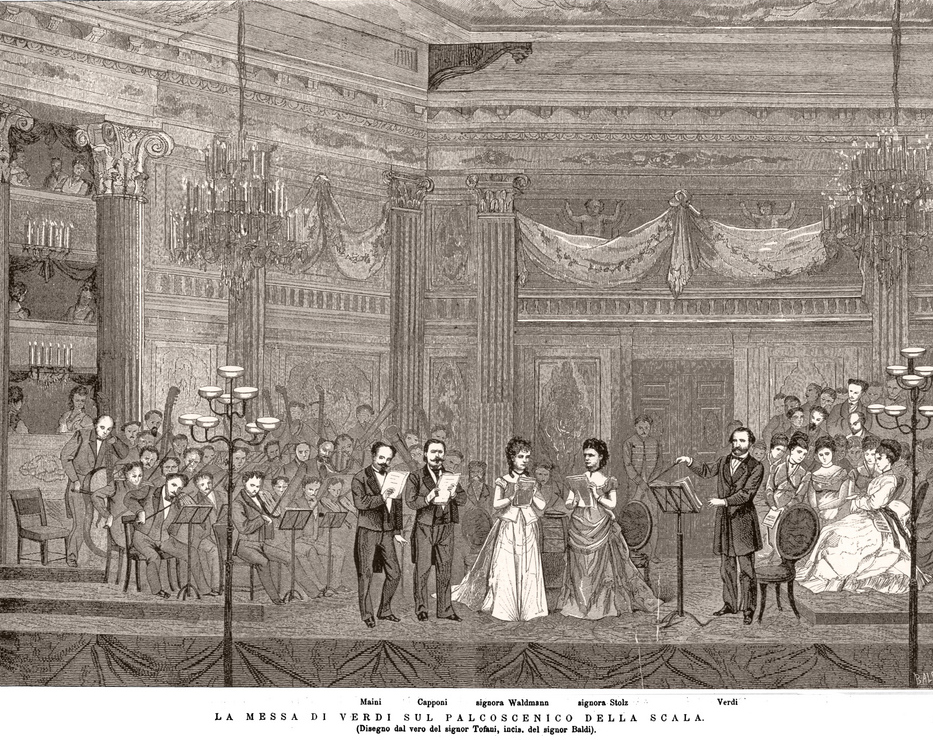
Première du Requiem de Giuseppe Verdi à la Scala de Milan le 25 mai.

- 22 mai : le Requiem de Giuseppe Verdi est créé en l'église San Marco de Milan.

## Naissances en 1874
- 7 décembre : Vasco Creti, acteur de théâtre et de cinéma. († 16 octobre 1945)

## Décès en 1874
- 7 mars : Salvatore Fergola, 77 ans, peintre, considéré comme l'un des représentants les plus éminents de l'École du Pausilippe. († 24 avril 1796)
- 1er mai : Niccolò Tommaseo, 71 ans, linguiste, écrivain et patriote. (° 9 octobre 1802)
- 9 juin : Antonio Dugoni, 47 ans, peintre, spécialiste d'œuvres historiques, de retables et de portraits. (° 1er juin 1827)
- 9 juin : Giuseppe Macinata, 67 ans, peintre néoclassique. (° 26 janvier 1807)
- 15 novembre : Giuseppe Gabriel Balsamo-Crivelli, 74 ans, naturaliste, professeur de minéralogie, de zoologie et d'anatomie comparée à l'université de Pavie. (° 1er septembre 1800)
- 26 décembre : Michele Bisi, 86 ans, graveur et peintre. (° 18 avril 1788)